# ソマリランド国

ソマリランド国
Qaranka Soomaaliland（ソマリ語）
دولة صوماليلاند（アラビア語）
State of Somaliland（英語）

ソマリランド国（ソマリランドこく、ソマリ語: Qaranka Soomaaliland、アラビア語: دولة صوماليلاند、英語: State of Somaliland）は、現在のソマリランドに位置していた短命の独立国である。1960年6月26日から同年7月1日までの5日間、旧イギリス領ソマリランドの領土に存在し、その後イタリア信託統治領ソマリアと合併してソマリア共和国が成立した。